# Jacqui Nelson
Jacqueline (Jacqui) Nelson, anteriormente Jacqui Morgan (nascida em 26 de maio de 1965), é uma ex-ciclista neozelandesa que representou Nova Zelândia nos Jogos Olímpicos de Verão de 1992 e 1996, competindo em quatro provas de ciclismo de estrada e pista.